# スーパーライナー (客車)
スーパーライナー(Superliner)は、アムトラックが保有する2階建て客車の愛称。バッド社が1950年代から1960年代にかけてアッチソン・トピカ・アンド・サンタフェ鉄道の列車「エル・キャピタン」(El Capitan)用に製造した「ハイレベル」(Hi-Level)という客車に範をとり、2階に主客室と通路、1階に出入口を配置する構造を有する。車体はステンレス鋼製で、300両以上が1979年から1981年までプルマンで製造された。1993年には後継モデルのスーパーライナーIIも登場、ボンバルディア・トランスポーテーションで製造されている。
車体寸法は長さ85フィート（25.9メートル）、幅10フィート2インチ（約3.1メートル）、高さ16フィート2インチ（約4.9メートル）で、重量はコーチ（座席車）で148,000ポンド（67トン）に達する。

## 車種

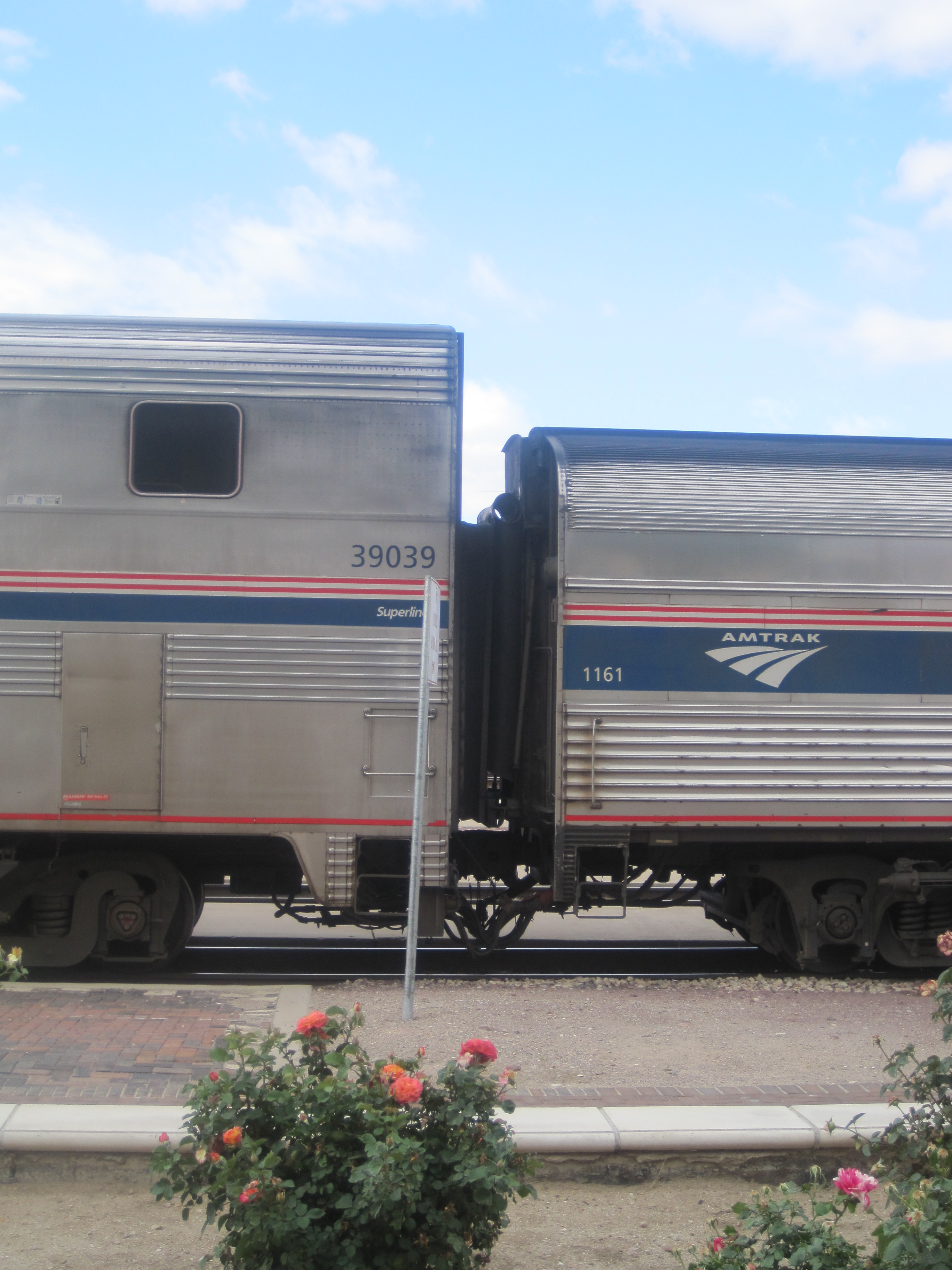
スーパーライナー（左）と、アムトラック発足時に継承したヘリテージ客車（右）と連結した際の屋根高さの違い。スーパーライナーはトランジション車のため貫通路が低い位置にあり、貫通幌が連結されている。

スリーパー（寝台車）
個室で構成され、二段ベッドを装備する。125両が製造された。
- 2階／シャワー・トイレ付き個室（2人用「デラックス」）：5室、ルーメット（2人用「スタンダード」／「エコノミー」）：10室、便所
- 1階／家族用個室（大人2人＋小児2人）：1室、トイレ付き身体障害者用個室：1室、ルーメット：4室、便所、共同シャワー室

コーチ（座席車）
2人がけのリクライニングシートがシートピッチ50インチ（1,270mm）で並び、座席定員は標準仕様で1階12人＋2階62人。1階には身体障害者および同伴者用の客室と便所・洗面所・更衣室が備わる。スーパーライナーI で102両、スーパーライナーII で38両が製造された。
バゲージコーチ（荷物・座席合造車）
コーチの1階客室部分を荷物室としたもの。48両が製造されたが、一部は荷物室を喫煙所やアーケードカー（列車内ゲームセンター）に転用された。
コーチ・カフェ
コーチの1階客席部分にカフェを設置。
ダイナー（食堂車）
2階を食堂、1階をキッチンとしている。69両が製造された。
ラウンジ
2階部分にラウンジがあり、屋根肩部には天窓が設けられている。1階は便所・洗面所とカフェ。
トランジションドーム（Transition Dorm、「トランジションスリーパー」「ステップアップコーチ」「ステップダウンコーチ」とも）
ハイレベルカーのグループとシングルレベル（通常の高さ）のグループの車両とを連結し、貫通させる際に用いられるアダプター的な車両。スーパーライナーII で47両が製造された。ドームと称するが、かつての「ドームカー」のような展望車ではない。この「ドーム」は「ドーミトリー」(Dormitory)の略で、乗務員用の仮眠設備を有していることを意味している。車端に階段が設置されているため、車両の前後で貫通路の高さが異なり、隣に連結される荷物車やシングルレベルの客車に連絡する役目を果たしている。
従来の荷物車にはスーパーライナーと連結して運用するように車端部にカウルが装着された車両も存在したが、貫通路の位置はかさ上げされずそのままのためトランジション車の連結を必要とした。

## メカニズム
サービス電源
機関車の発電機から供給するヘッドエンドパワー(en:Head end power)方式を採用する。
台車
スーパーライナーI は空気ばね付きSミンデン台車を装備して製造されたが、枕ばね部分はのちにコイルスプリングに変更されている。スーパーライナーII はホライゾン客車と同様の（一部車両ではメトロライナー発生品の）イコライザー式台車を装備する。ハイレベルカーは重心が高いためいずれもボルスタアンカーを装着している。

## 就役列車

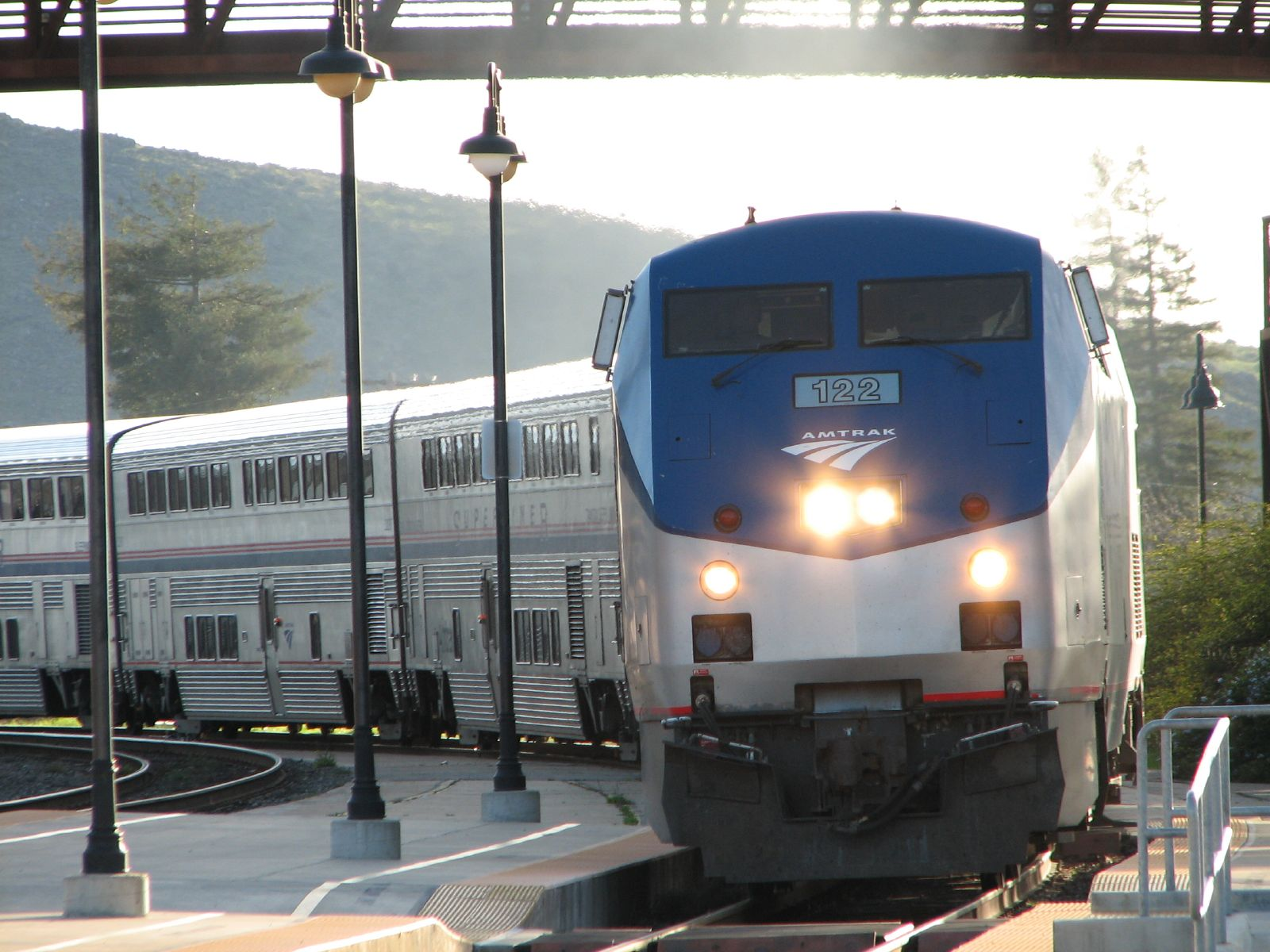
スーパーライナー使用列車の一つ：コースト・スターライト号

全高が4.9メートルと通常の車両より高く車両限界が大きいため、架線集電による電化区間のある「北東回廊」（東海岸 - ニューイングランドのワシントンDC - フィラデルフィア - ニューヨーク - ボストン）へは乗り入れできない。第三軌条集電による電化区間には乗り入れ可能である。
- キャピトル・リミテッド（Capitol Limited、ワシントンDC - クリーブランド - シカゴ）
- オートトレイン（Auto Train、ヴァージニア州ロートン - フロリダ州サンフォード）
- サンセット・リミテッド（Sunset Limited、ニューオーリンズ - ロサンゼルス）
- テキサス・イーグル（Texas Eagle、シカゴ - サンアントニオ - ロサンゼルス）
- カリフォルニア・ゼファー（California Zephyr、シカゴ - デンバー - カリフォルニア州エメリービル）
- シティ・オブ・ニューオーリンズ（City of New Orleans、シカゴ - ニューオーリンズ）
- サウスウェスト・チーフ（Southwest Chief、シカゴ - カンザスシティ - ラスベガス - ロサンゼルス）
- エンパイア・ビルダー（Empire Builder、シカゴ - ミルウォーキー - ミネアポリス - シアトル・ポートランド）
- ハートランド・フライヤー（Heartland Flyer、テキサス州フォートワース - オクラホマシティ）
- コースト・スターライト（Coast Starlight、シアトル - ポートランド - サクラメント - ロサンゼルス）